# حاجی کندی (زنجان)
با داشتن غار قدیمی به نام محلی سو لی ماغار
حاجی کندی (زنجان)، روستایی از توابع بخش مرکزی شهرستان زنجان در استان زنجان ایران است.

## جمعیت
این روستا در دهستان زنجانرودبالا قرار دارد و براساس سرشماری مرکز آمار ایران در سال ۱۳۸۵، جمعیت آن ۱۲۲ نفر (۳۴خانوار) بوده‌است.